# Kriegsgeld
Kriegsgeld (Mehrzahl: Kriegsgelder) ist ein historischer Begriff für Geld, das zu Kriegszwecken bestimmt war oder gezahlt wurde. Im weiteren Sinne versteht man jenes während Kriegszeiten geprägte Geld, das sich durch Qualität, Form, Prägebild oder Schrift vom gewöhnlichen Geld unterschied. Dazu gehörten die Belagerungsmünzen, Feldklippen, Notgeld, „Görtzsche Notdaler“ (schwedische, kleine kupferne Notmünzen, welche Karl XII. in den Jahren 1715–19 schlagen ließ). Im engeren Sinne sind Kriegsgelder diejenigen Münzen, die vom gleichen Gepräge und Nennwert wie die Friedensmünzen nach einem billigeren Münzfuß gemünzt sind.

## Beispiele
Als Beispiel ist im Ersten Makedonisch-Römischen Krieg bekannt, dass typisches Kriegsgeld geprägt wurde, um Söldner und Hilfstruppen zu bezahlen, indem Drachmen geprägt wurden, deren Silbergewicht leichter war, der ursprüngliche Nennwert aber der gleiche blieb.
Die Feld- oder Belagerungsmünzen für die Löhnung der Soldaten im 16. Jahrhundert waren im Metall normalerweise vollwertig wie zum Beispiel die Klippen, ansonsten fast ausnahmslos im Metall stark unterwertig: entweder offenkundig wie die Görtzschen Nottaler in Schweden 1715–21, die aus Kupfer statt aus Silber bestanden, oder getarnt wie die Ephraimiten.
Das Kriegsgeld des Deutschen Reiches während des Ersten Weltkrieges war statt aus Nickel aus Zink.

## Sonstiges
Neben diesen drei älteren Arten des Kriegsgeldes (Belagerungs-, Feldzugs- und Revolutionsgeld) gab es als ähnliche Erscheinung dasjenige Notgeld im engeren Sinne, das nicht oder nicht überwiegend aus militärischen und politischen Gründen, sondern infolge eines wirtschaftlichen Notstandes ausgegeben wurde, und zwar genau wie das Kriegsgeld, als vorläufiger Ersatz des regulären Geldes.